# Brughiera di Bodmin

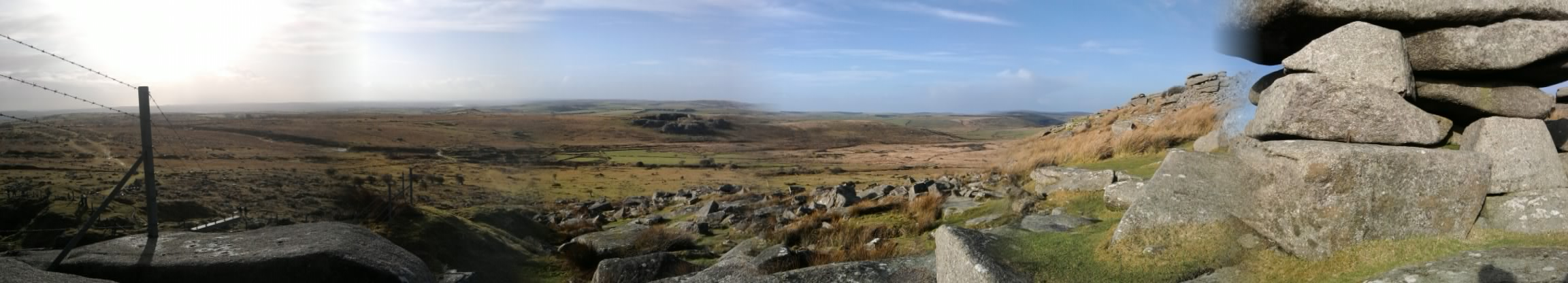
Cornovaglia (Inghilterra): la brughiera di Bodmin (Bodmin Moor)

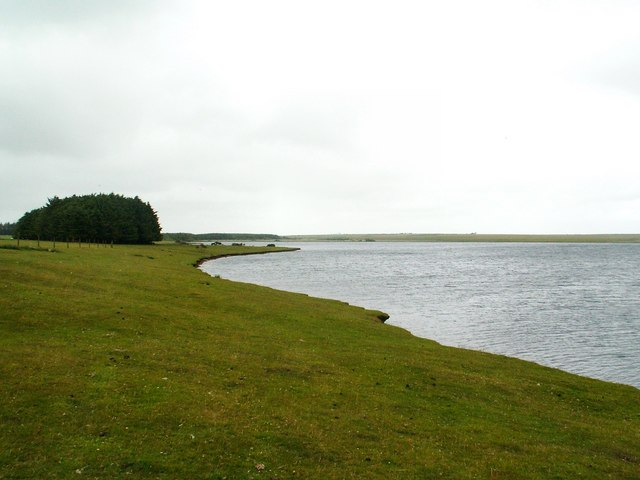
Tipico paesaggio della brughiera di Bodmin

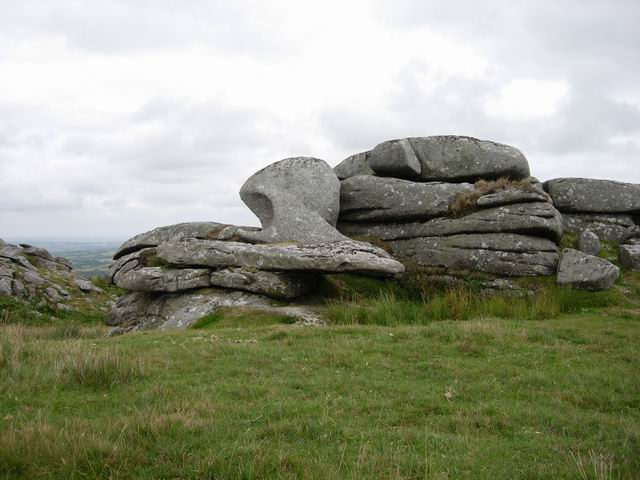
Rocce levigate dai venti nella brughiera di Bodmin

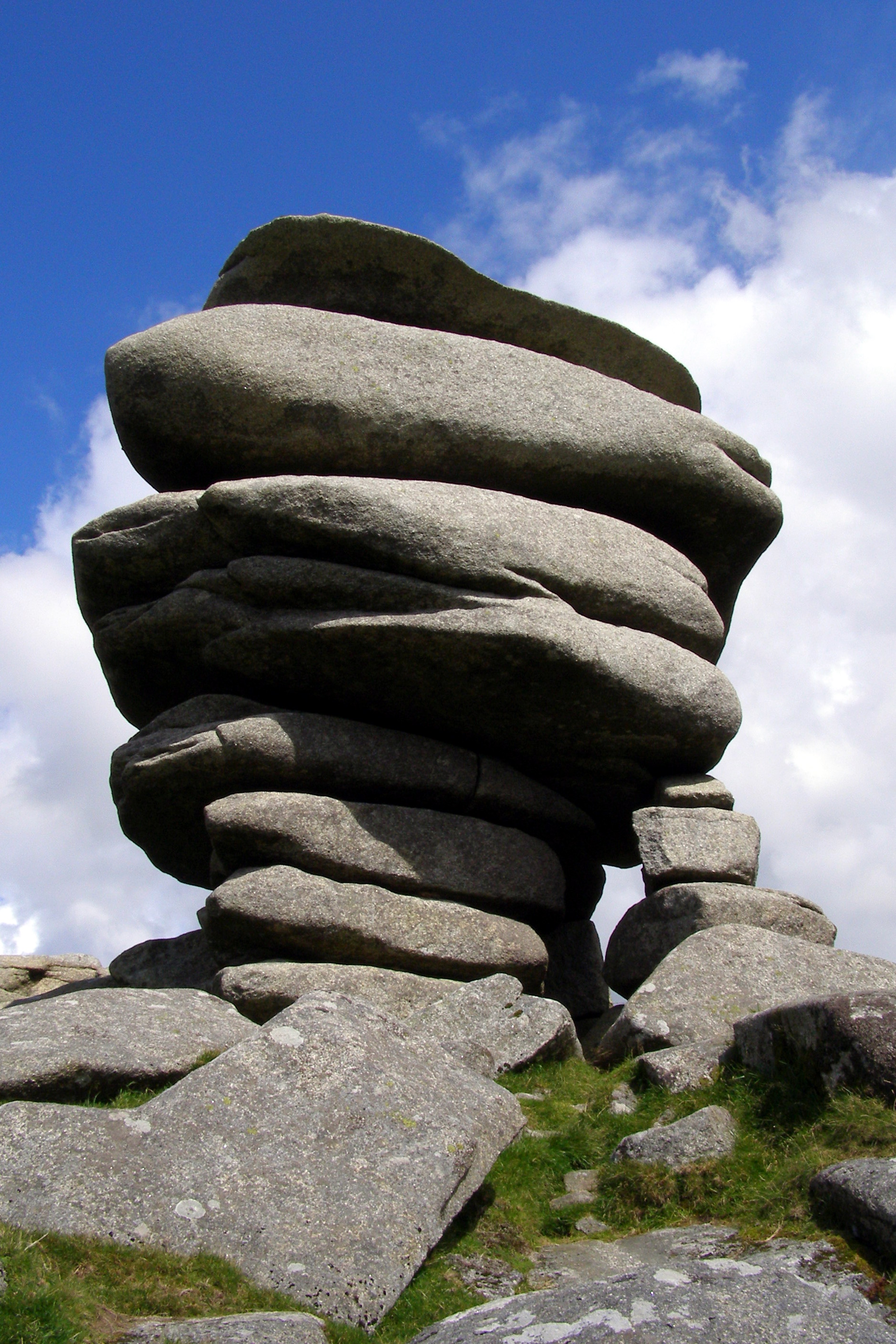
Il Cheesewring, celebre "tor"

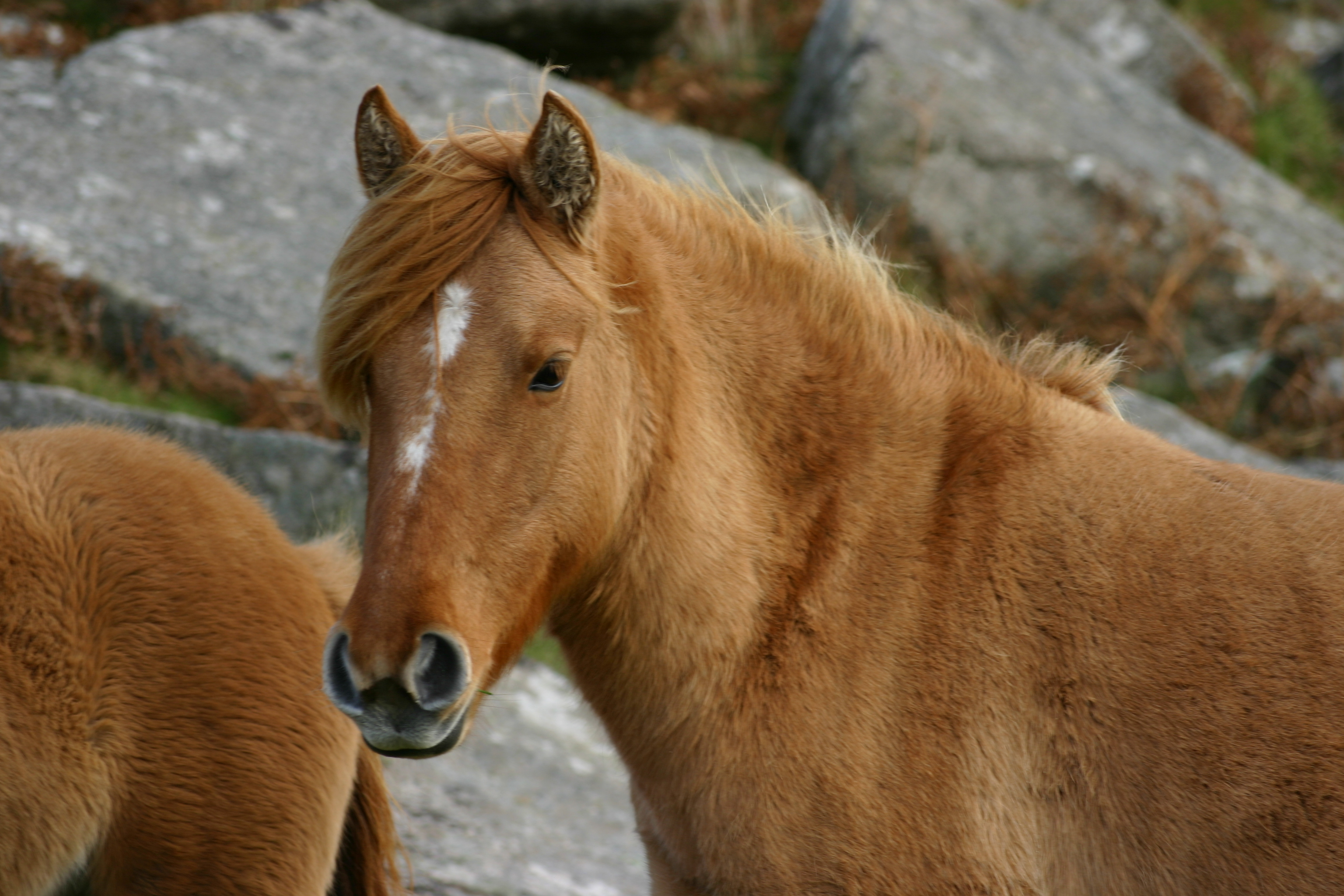
Cavalli nella brughiera di Bodmin

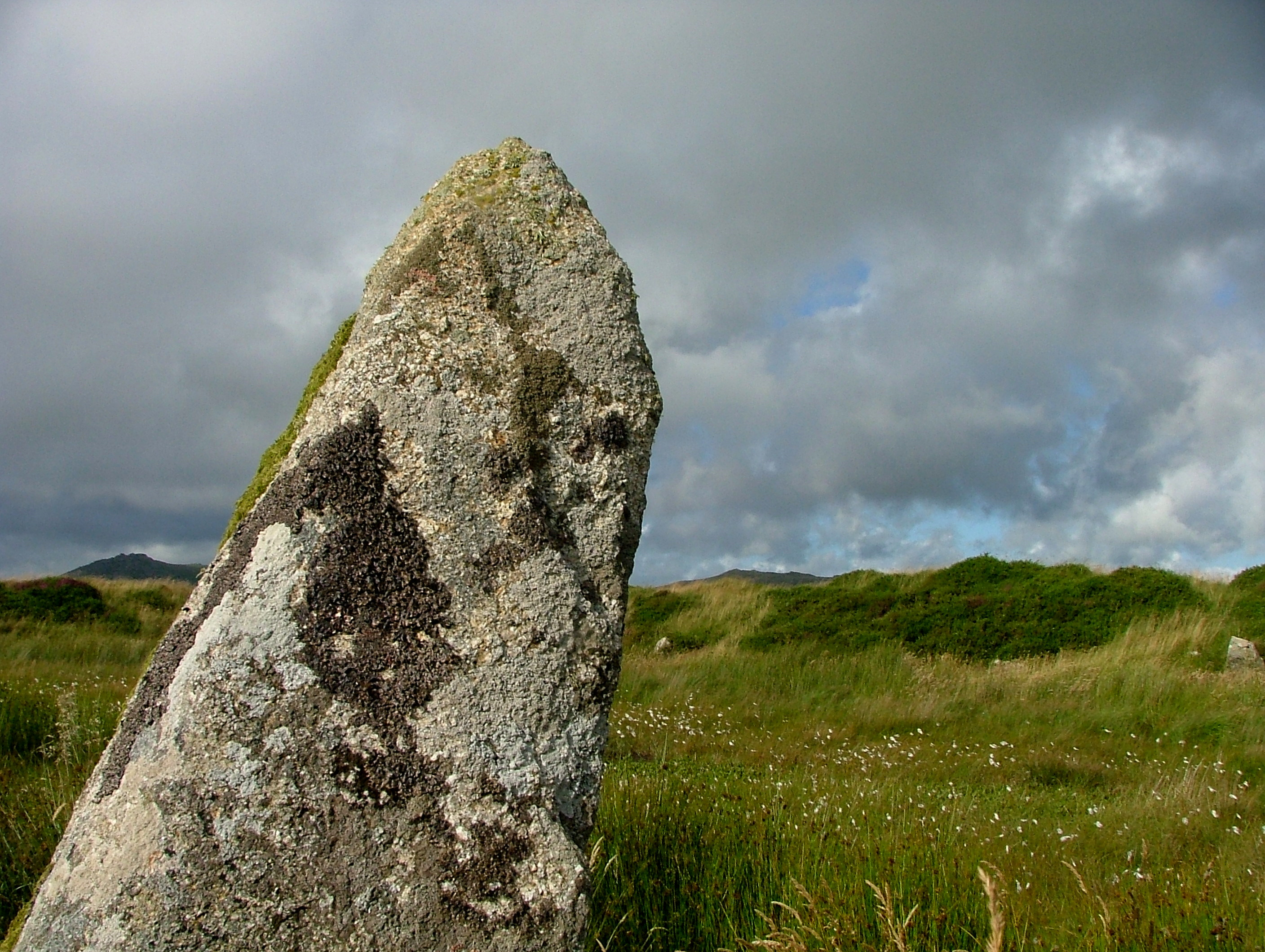
Brughiera di Bodmin: il megalito noto come "King Arthur's Hall"

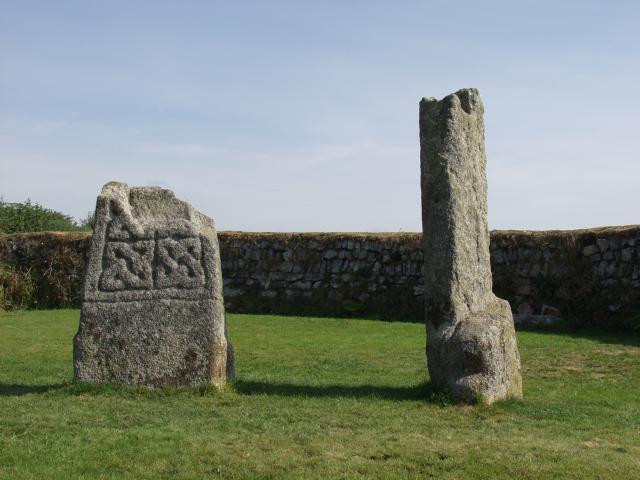
Il King Doniert's Stone

La brughiera di Bodmin (in inglese: Bodmin Moor; in lingua cornica: Goen Brenn) è un'area di 208 km² della Cornovaglia settentrionale (Inghilterra sud-occidentale), compresa tra i distretti del North Cornwall e di Caradon e situata a nord/nord-est della città di Bodmin, da cui prende il nome.
La zona, definita il "tetto della Cornovaglia" e classificata come "Area of Outstanding Natural Beauty" ("area di eccezionale bellezza naturalistica"), è uno dei cinque plutoni di granito della Cornovaglia (che formano la cosiddetta "batolite cornubiana") e si caratterizza - così come per un'altra vicina brughiera, il Dartmoor, nel Devon - per i cosiddetti "tors", alti blocchi in granito levigati dagli agenti atmosferici, e per la presenza di diversi siti megalitici.

È anche terra legata a numerose leggende, alcune delle quali legate al ciclo di Re Artù.
Il nome "Bodmin Moor", con il quale la zona viene identificata, fu coniato nel 1813 dall'Ordnance Survey. In precedenza, la brughiera veniva chiamata "Fowey Moor", in quanto attraversata dal fiume Fowey.

## Geografia

### Collocazione
La brughiera di Bodmin è compresa tra le località di Davidstow (distretto del North Cornwall), a nord, Liskeard (distretto di Caradon), a sud, Launceston (North Cornwall), a nord-est, Camelford (North Cornwall), a nord-ovest, St Tudy (North Cornwall) ad ovest, Linkinhorne (Caradon), ad est, e Bodmin (North Cornwall), a sud-ovest.
La zona è "tagliata in due" dalla trafficata autostrada A30.

### Dimensioni
L'area ha una forma circolare, del diametro di 10 km.

### Parrocchie civili e villaggi
Sono inclusi nell'area della brughiera di Bodmin le seguenti parrocchie civili e villaggi:
- Advent
- Altarnum
- Blisland
- Bolventor
- Camelford
- Cardinham
- Davidstow
- Lewannick
- Linkinhorne
- Minions
- North Hill
- St Breward
- St Cleer
- St Clether
- St Ive
- St Neot
- St Tudy
- Warleggan

### Fiumi
La brughiera di Bodmin è attraversata dai seguenti corsi d'acqua:
- Camel
- Fowey
- De Lank
- Tiddy
- Witheybrook

|  |  |  |

## Storia
I primi insediamenti umani risalgono probabilmente già al 10000 a.C., quando piccoli gruppi di persone iniziarono a cacciare e a disboscare la zona, in modo tale che gli animali potessero andare a pascolo.
L'area fu densamente popolata durante l'Età del Bronzo, come testimoniano i numerosi siti preistorici risalenti a quell'epoca.
Nel corso del XIX secolo, come in varie altre zone della Cornovaglia, anche nella brughiera di Bodmin furono attive diverse miniere, in particolare per l'estrazione dello stagno e del rame.

## Meteorologia
La temperatura media nella brughiera di Bodmin è di 2-3 °C d'inverno e di 19-20 °C d'estate. Mediamente, piove per 180 giorni l'anno.

## Luoghi d'interesse
Tra i numerosi luoghi d'interesse della zona, figurano:
- il Dozmary Pool, lago considerato senza fondo[6][11]
- la collina Brown Willy (420 m), il punto più elevato della Cornovaglia[12]
- il Cheesewring, celebre "tor"[4][6]
- il megalito noto come "King Arthur's Hall"
- The Hurlers, megaliti risalenti al 2200-1400 a.C.[6]
- la Trethevy Quoit, antica camera sepolcrale (vicino a Minions)[13]
- le Trippet Stones
- il King Doniert's Stone (IX secolo), pietra che commemora Dumgarth, re di Dumnonia[14]
- il villaggio di Altarnum, con la Chiesa di St Nonna (XV secolo)[15]

## Leggende
- Una leggenda racconta che nella brughiera di Bodmin, segnatamente nel lago chiamato Dozmary Pool, Sir Belvedere avrebbe gettato la spada Excalibur ricevuta da Re Artù, colpito a morte, e che una mano emersa dalle acque avrebbe poi afferrat l'arma prima che finisse nei fondali.[6][8] Si ritiene che questa spada luccichi tuttora.[4]
- La brughiera di Bodmin sarebbe abitata dalla cosiddetta "Bestia di Bodmin" o "Bestia della Brughiera di Bodmin", una sorta di felino simile ad una pantera nera o ad un enorme gatto nero, che sarebbe stato avvistato per la prima volta nel 1971 e che dal 1983 ad oggi sarebbe stato avvistato per 60 volte.[7][16][17][18]
- Seconda la leggenda, i megaliti noti come "The Hurlers" non sarebbero altro che dei miscredenti del luogo, trasformati in pietra per non aver santificato il sabato.[6]

## La brughiera di Bodmin in letteratura
- Le storie legate alla brughiera di Bodmin hanno ispirato il romanzo di Daphne du Maurier del 1936 Jamaica Inn (in italiano: Taverna alla Giamaica), titolo che fa riferimento ad un pub di Bodmin, dove alloggiò la scrittrice.[6][11] Dal romanzo è stato tratto anche un film di Alfred Hitchcock del 1939 dal titolo omonimo (in italiano: La taverna della Giamaica ).